# HD 176318
HD 176318，又名BD+38 3373，SAO 67642、HR 7174，是一颗恒星，视星等为5.89，位于銀經68.51，銀緯15.21，其B1900.0坐标为赤經18h 54m 36.5s，赤緯+38° 15.21′ 51″。